# Tréhet
Tréhet ist eine Ortschaft und eine Commune déléguée in der französischen Gemeinde Vallée-de-Ronsard mit 95 Einwohnern (Stand: 1. Januar 2022) im Département Loir-et-Cher in der Region Centre-Val de Loire. 
Die Gemeinde Tréhet wurde am 1. Januar 2019 mit Couture-sur-Loir zur Commune nouvelle Vallée-de-Ronsard zusammengeschlossen. Sie gehörte zum Arrondissement Vendôme und ist Teil des Kantons Montoire-sur-le-Loir. 

## Geografie
Tréhet liegt etwa 44 Kilometer nördlich von Tours und etwa 55 Kilometer westnordwestlich von Blois am Loir, der die Commune déléguée im Norden und Westen begrenzt. Umgeben wurde die Gemeinde Tréhet von den Nachbargemeinden Loir en Vallée im Norden und Westen, Couture-sur-Loir im Osten, Villedieu-le-Château im Süden sowie La Chartre-sur-le-Loir im Westen.

## Einwohnerentwicklung
| 1962                       | 1968 | 1975 | 1982 | 1990 | 1999 | 2006 | 2017 |
| 176                        | 163  | 168  | 141  | 100  | 123  | 102  | 111  |
| Quellen: Cassini und INSEE |      |      |      |      |      |      |      |

## Sehenswürdigkeiten

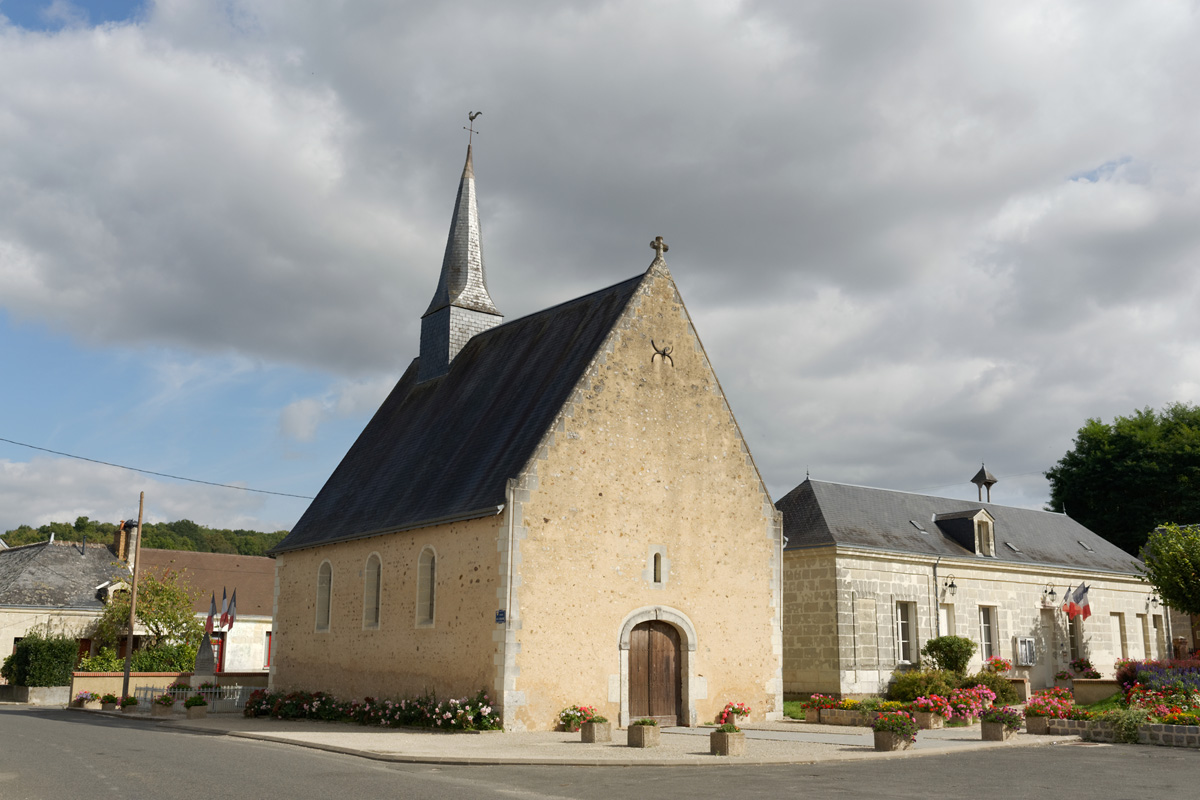
Kirche Notre-Dame

- Kirche Notre-Dame